# Begrafenis

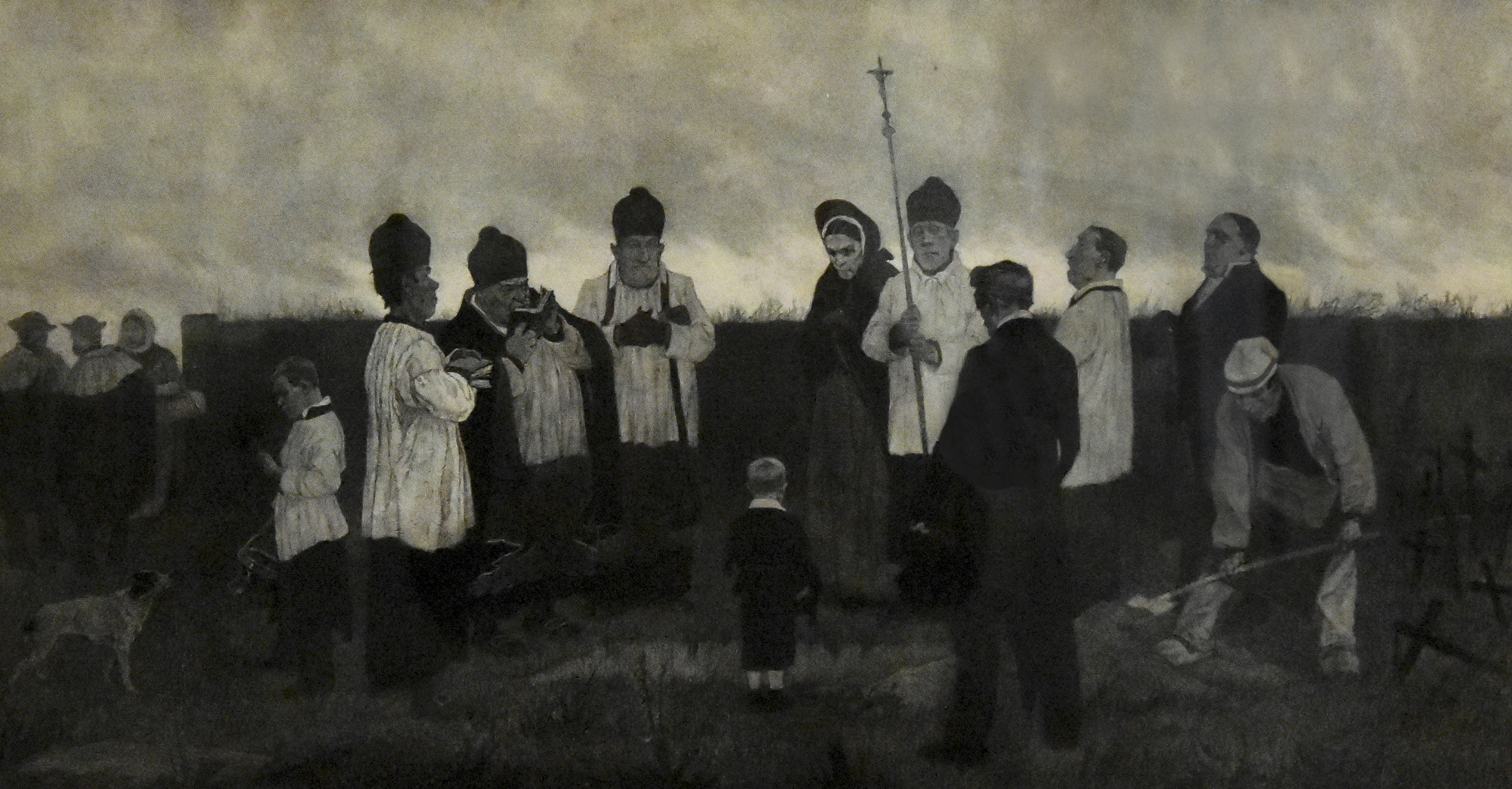
Een begrafenis in het Waalse land (1863) van Félicien Rops

Een begrafenis, teraardebestelling, graflegging of inhumatie is een manier om afscheid te nemen van het lichaam van een overleden mens of dier. Het lijk wordt daarbij in de aarde begraven. Begrafenis is een van de vormen van een uitvaart, wat het alledaagse begrip is voor lijkbezorging van een mens, met de bijbehorende plechtigheden. De wettelijke regels voor lijkbezorging van een mens zijn voor Nederland vastgelegd in de Wet op de lijkbezorging (Wlb) en het daarbij horende Besluit op de Lijkbezorging en in Caribisch Nederland de Begrafeniswet BES en Crematiewet BES. Het beginsel is dat op een waardevolle en respectvolle manier wordt omgegaan met overledene en de uitvaart plaatsvindt naar de wensen van overledene.
Er zijn nog enkele andere vormen van lijkbezorging. Een veelvoorkomend alternatief is de crematie. De overledene kan ook het eigen lichaam van tevoren ter beschikking hebben gesteld aan de wetenschap.

## Tradities rond begraven
Per land of geloof zijn er verschillende tradities en rituelen rond een begrafenis.

### Nederland en België

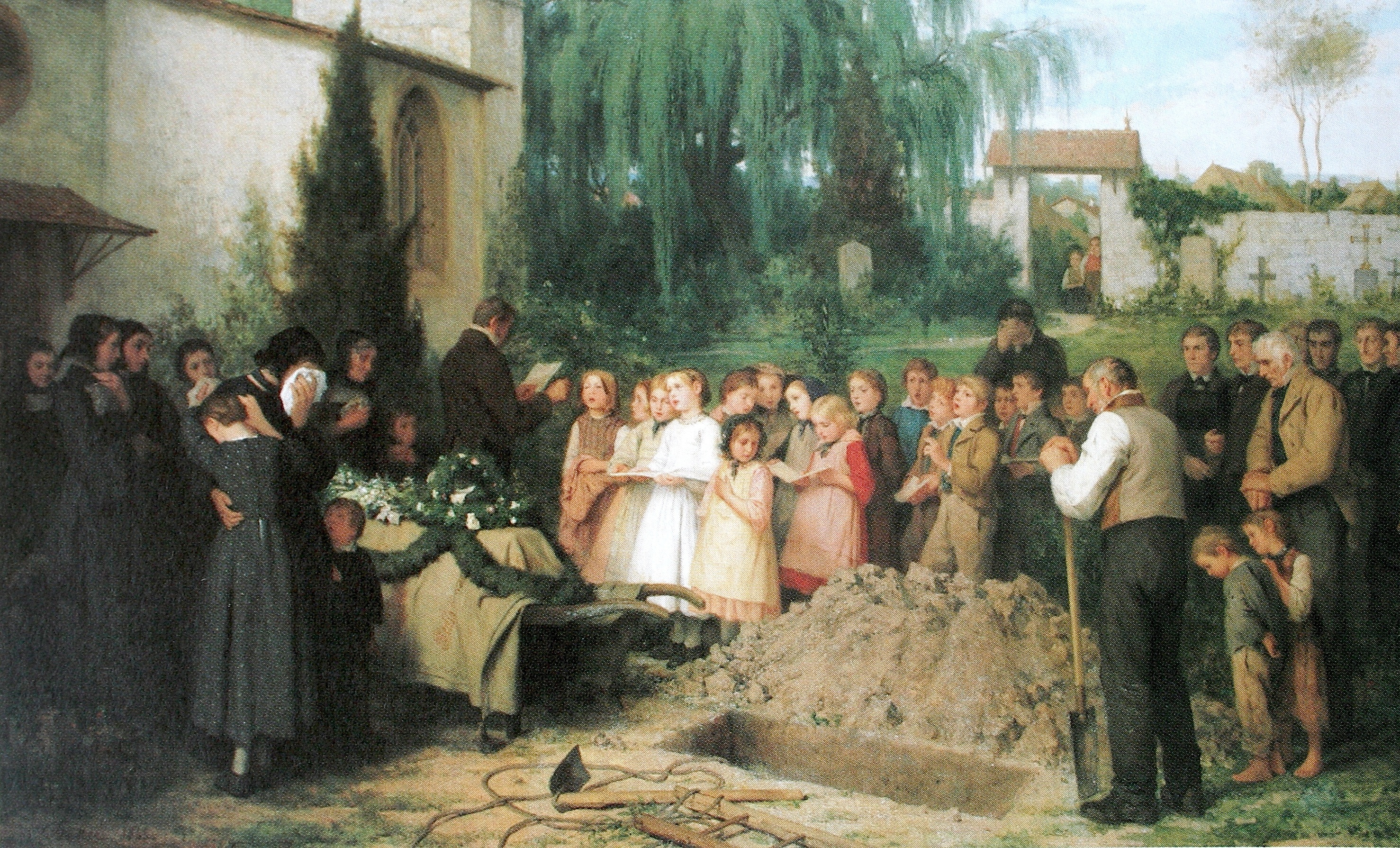
Kinderbegräbnis (Kinderbegrafenis) door Albert Anker

Het is niet aan de nabestaanden om te bepalen wat na het overlijden gebeurt met een stoffelijk overschot. Zij zijn daarbij wettelijk gebonden aan de wensen die de overledene mondeling of schriftelijk heeft geuit met betrekking tot de uitvaart. Verder geeft de wet de nodige voorschriften. Zo mag de uitvaart niet eerder plaatsvinden dan 36 uur na het sterven en niet later dan 6 werkdagen. De burgemeester of gezaghebber kan ontheffing verlenen. In het geval van een Europees-Nederlandse uitvaart binnen 36 uur dient de burgemeester overeenstemming te hebben met de officier van justitie. Bij een ontheffing in Caribisch Nederland dient eerst een door het bestuurscollege aangewezen geneeskundige gehoord te worden. Begrafenis kan alleen plaatsvinden op door de overheid aangewezen plaatsen.
In bepaalde culturen of religies binnen Nederland en België kunnen extra of geheel andere tradities bestaan, zoals bij een
islamitische begrafenis. Bij het grootste deel van de Protestantse, Rooms-katholieke en niet-religieuze uitvaarten vindt er voorafgaand aan een uitvaart, dus een begrafenis of een crematie, vaak in besloten kring een afscheid plaats voor familieleden en vrienden, thuis of in een rouwcentrum. Vaak gebeurt dit op een avond voordat de uitvaart plaatsvindt. Rooms-katholieken kennen hiervoor de avondwake in de kerk.

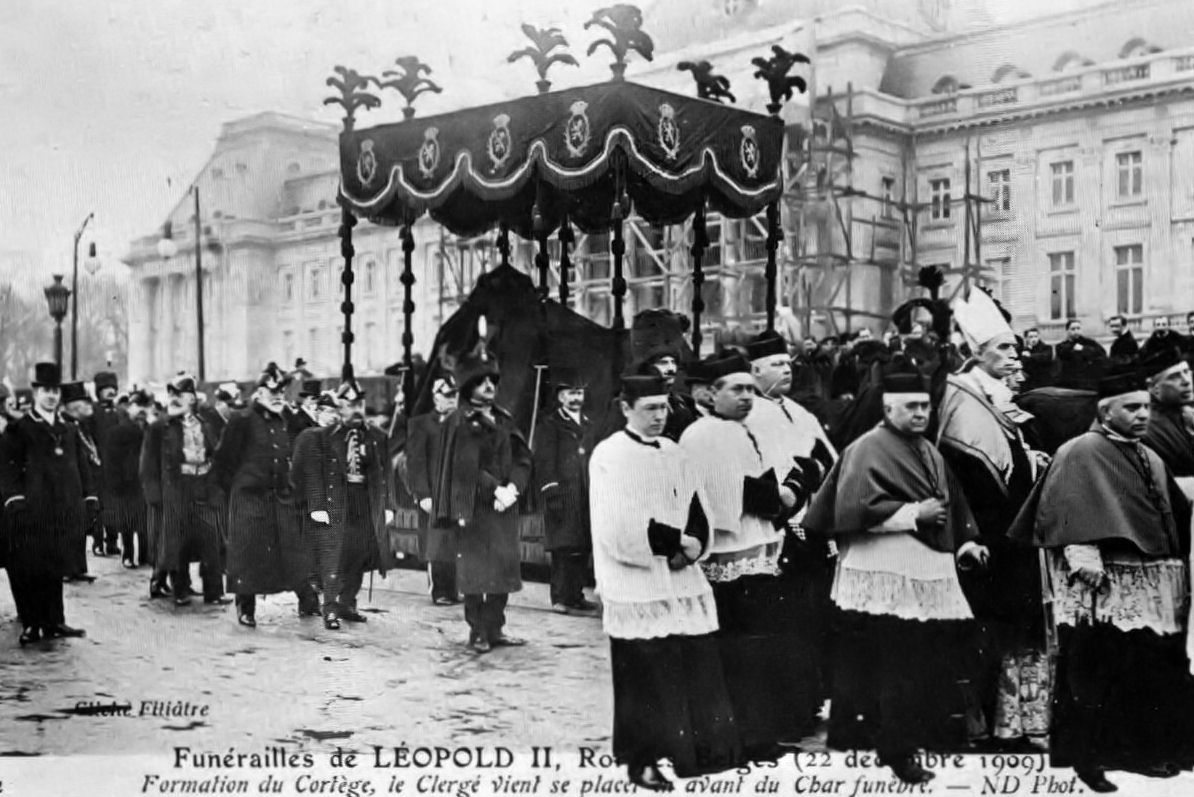
Begrafenis van Leopold II

Bij een uitvaart kan er een religieuze dienst plaatsvinden zoals een kerkdienst, of een niet-religieuze samenkomst in een uitvaartcentrum of - in het geval van een crematie - het crematorium, waarin de overledene herdacht wordt.
De overledene wordt herdacht in een of meer toespraken. Ook kan er muziek ten gehore worden gebracht. Bij een kerkdienst wordt er voorgelezen uit de Bijbel, gezongen en afscheid genomen van de overledene met een preek. Tot dit punt is de plechtigheid bij een begrafenis en een crematie grotendeels gelijk.

Beaardingsschep van verzilverd koper met ingegraveerd doodshoofd en vier pijlen, aan houten steel, tussen 1700 en 1799, Museum Catharijneconvent

Bij een begrafenis wordt vervolgens de doodskist vaak door een stoet mensen, of in de voorste van een rij auto's, naar de begraafplaats vervoerd. Deze stoet heet de begrafenisstoet of rouwstoet. Daarna volgt de daadwerkelijke teraardebestelling. De kist kan in het graf worden neergelaten door middel van touwen of kettingen. Ook tijdens deze teraardebestelling wordt vaak nog een korte toespraak gehouden, en vervolgens krijgen mensen de gelegenheid op hun eigen manier afscheid te nemen van de overledene. Dit kan bijvoorbeeld zijn in de vorm van het werpen van wat aarde op het graf, het geven van een laatste groet of het zeggen van een gebed. Men verlaat hierna het graf. Vaak is er vervolgens nog de gelegenheid om in een zaaltje op of vlak bij de begraafplaats de nabestaanden te condoleren, of ook zelf gecondoleerd te worden. Daar worden dan ook koffie, thee met cake (in Limburg veelal vlaai) en eventueel broodjes geserveerd. In Oost- en West-Vlaanderen is dit niet het geval, want daar wordt een rouwmaaltijd voor de familie en eventueel vrienden gehouden na de plechtigheid. Die loopt vaak uit tot diep in de namiddag.
Daarna wordt het graf gesloten of bedolven door de grafdelver, vaak een ambtenaar van de gemeente waartoe de begraafplaats behoort. Gemiddeld 100 dagen na de begrafenis kan ervoor gekozen worden een grafmonument te plaatsen.

### Suriname

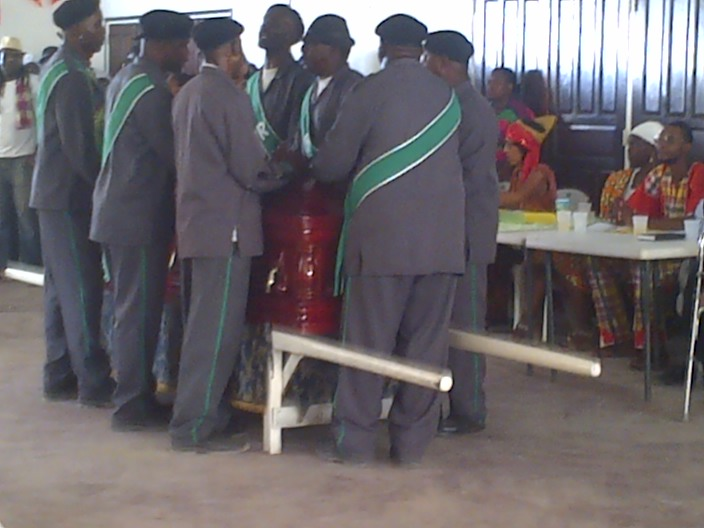
dragers aan het werk

Bij het overlijden in Surinaamse kringen worden bijna altijd dezelfde handelingen verricht. Er zijn islamitische, boeddhistische, protestantse, rooms-katholieke, joodse en creoolse Surinamers, en iedere groep heeft weer andere rouwrituelen. De meeste Surinamers zijn christelijk en lid van de Evangelische Broedergemeente Suriname, hoewel bij begrafenissen ook niet-christelijke rituelen worden uitgevoerd. Creoolse begrafenissen zijn in Suriname beroemd en uitbundig, waarbij de overledene vooraf wordt bewassen. Wanneer er iemand overlijdt zijn het de naaste familieleden die de begrafenis verzorgen, zoals de nichten, neven, ooms en tantes. Zij zorgen ervoor dat iedereen die de persoon heeft gekend, aanwezig is.
In Suriname gaan de directe familieleden voordat de bewassing plaatsvindt naar het uitvaartcentrum om te praten met de overledene over hoe hij zijn dood ervaart, wat voor persoon hij was en hoe ze samen in het leven hebben gestaan. Men is ervan overtuigd dat hij/zij hen nog steeds kan horen. Men heeft vervolgens een kommetje met een bodempje water, waarin men eerst de handen moeten nat maken en vervolgens , staande achter zijn/haar hoofd beide handen tegen de wangen van de overledene aan moet zetten. Hierna moet men weer de handen in hetzelfde bodempje water wassen. Dit aanraken kan, omdat de overledene nog niet bewassen is. Bij het bewassen van de overledene gebruikt men een mix van formaline, alcohol, glycerine en tabaksbladeren. Het ritueel duurt anderhalf tot vijf uur.
Net zoals begrafenissen in Nederland, kunnen Afro-Surinaamse begrafenissen erg van elkaar verschillen. Maar over het algemeen is een Afro-Surinaamse begrafenis in Paramaribo wel uitbundiger dan in Nederland. Een Afro-Surinaamse begrafenis is niet alleen een moment om te rouwen, maar ook om het leven (van de overledene) te vieren. De ziel of geest van de dode verdient respect en moet geëerd én vermaakt worden. Waar de dood is, moet ook gelachen worden is een bekend Surinaams gezegde.
In de creoolse cultuur zingt men voorafgaand aan de begrafenis rouwliederen tijdens een kerkdienst. Bij de begrafenis is iedereen in het wit gekleed en de naaste familie heeft een hoofddoek, een 'anjisa' op. Bij de begrafenis gaat vaak een bazuinkoor of een trompettist voor. Veel Surinamers geven tijdens het leven aan dat zij dansend naar het graf gebracht te willen worden. Het is een oude gewoonte die keer op keer weer wordt gebruikt. Het wordt gezien als een troostgevende vorm van rouwverwerking, de nabestaanden worden zo ingenomen door het dansen zelf, dat ze het verdriet even vergeten.

### Oost-Azië

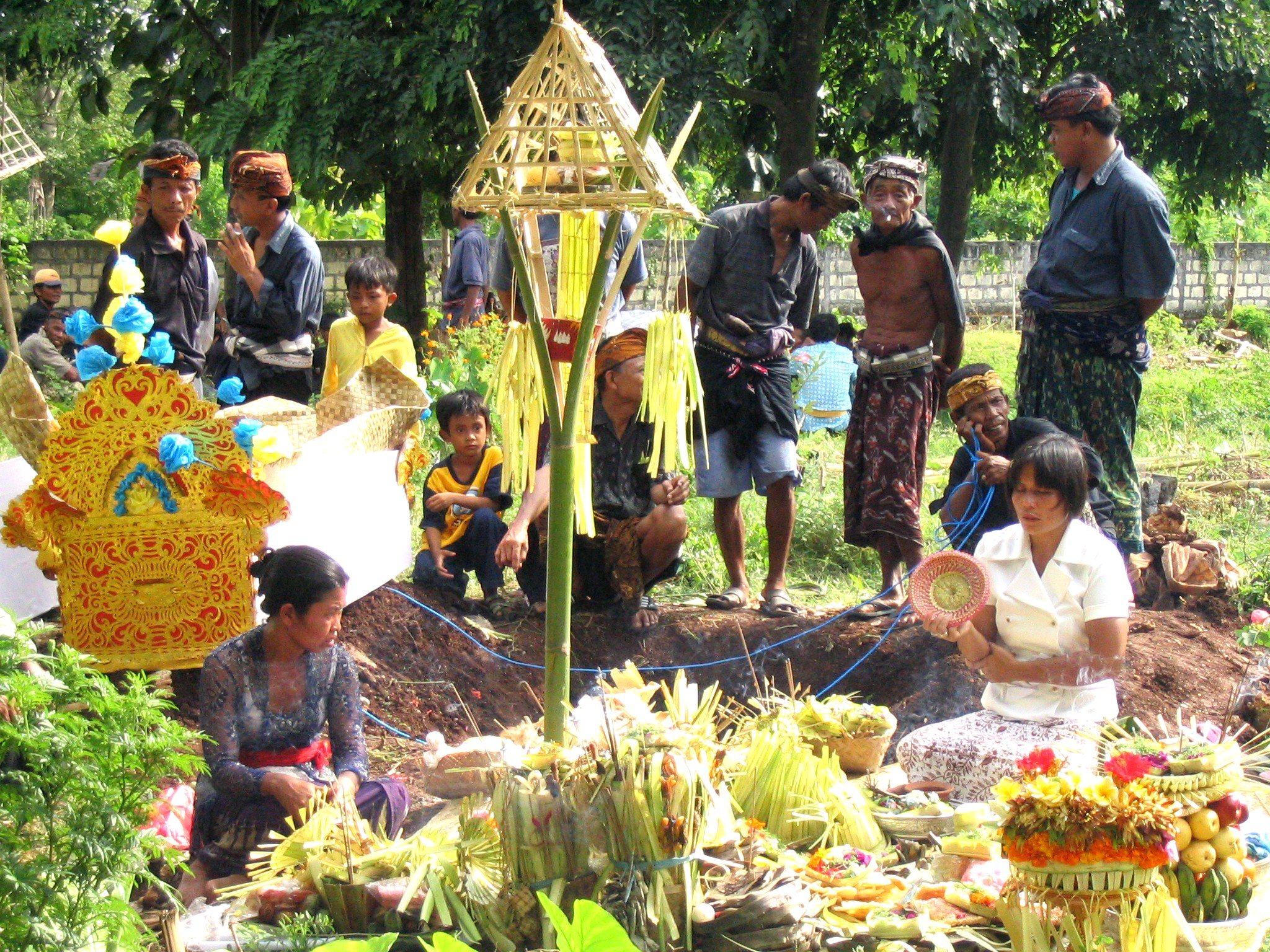
Begrafenis op Bali

In de meeste Oost-Aziatische en Zuidoost-Aziatische culturen is het dragen van wit traditioneel een symbool voor de dood. Door westerse invloeden is zwart echter inmiddels ook hier aanvaard als kleur voor rouwenden. De aanwezigen mogen niet kijken terwijl de kist neergelaten wordt. Ze moeten dan hun hoofd buigen, of zelfs afwenden.
In China wordt traditioneel een witte envelop gegeven aan de nabestaanden met een kleine som geld. Ook andere culturen doen dit.
In Japan worden meestal boeddhistische/shintoïstische rituelen uitgevoerd. Dikwijls krijgt de overledene een nieuwe naam bestaande uit oude kanji-tekens, dit om te vermijden dat de naam in gewone gesprekken of schrift zou gebruikt worden. De meeste Japanners worden gecremeerd. In Tibet voeren boeddhisten traditioneel het ritueel via de luchtbegrafenis uit.

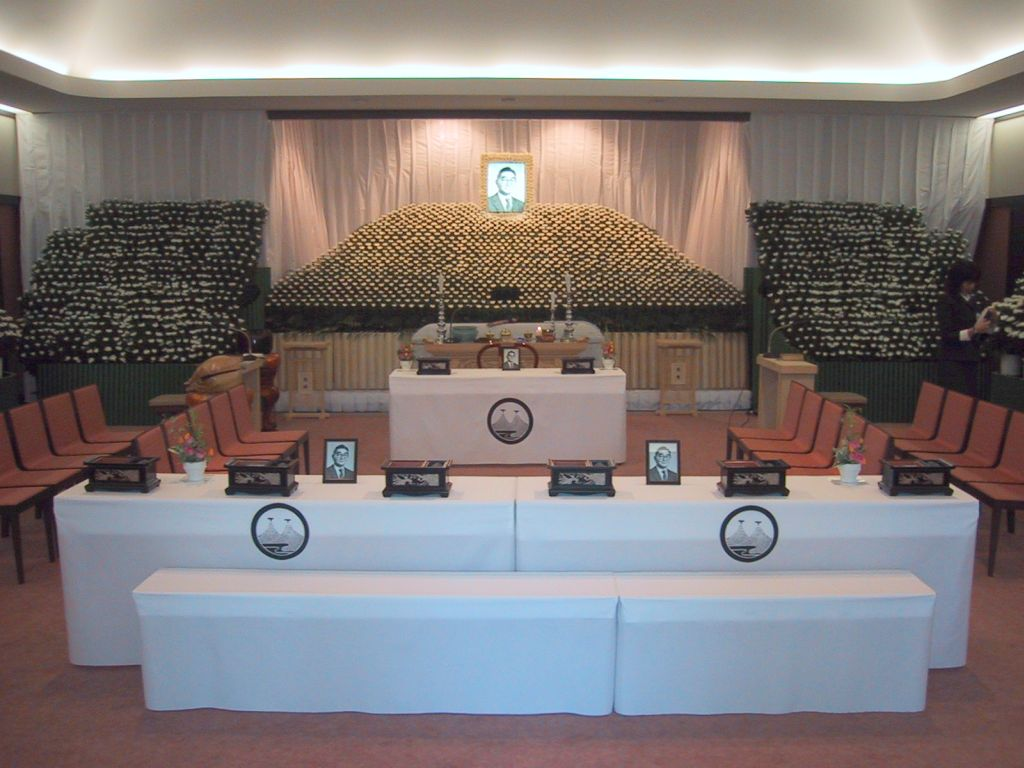
Arrangement voor een Japanse begrafenis

### Afrika
Aan de Goudkust van Afrika bestond vroeger de gewoonte de doden in de vloer van woonhuizen te begraven, als onderdeel van een animistische ceremonie.
Vrouwen mogen luidop rouwen, en soms mogen ze hun gevoelens tonen tot hysterie toe. Soms zijn er trommelaars en fluitspelers bij. Een begrafenisplechtigheid kan soms een week lang duren. Na een periode van enkele maanden tot een jaar wordt de rouw officieel afgelegd en wordt er een feest gehouden.

### Latijns-Amerika
Latijns-Amerika kent een grote combinatie van verschillende overzeese tradities. Zo is het in verschillende delen van de Latijnse landen dat men de doden niet in de grond begraven maar in mondgraven. Dit zijn vaak op elkaar gestapelde graven.
Er zijn ook delen waar de doden verbrand worden. Niet in de vorm van de bekende crematie, maar gewoon het lichaam met veel hout erover. Dit om de beperkte grond zo goed mogelijk te kunnen benutten.
Jaarlijks wordt er vooral rond Peru en in Midden-Amerika de dag der doden gehouden. Dit houdt vaak in om naar de graven van de doden te gaan of zelfs de lichamen op te halen en de dag door te brengen om aan het einde van de dag de dode terug op zijn rustplaats te brengen.

### Islamitische begrafenis

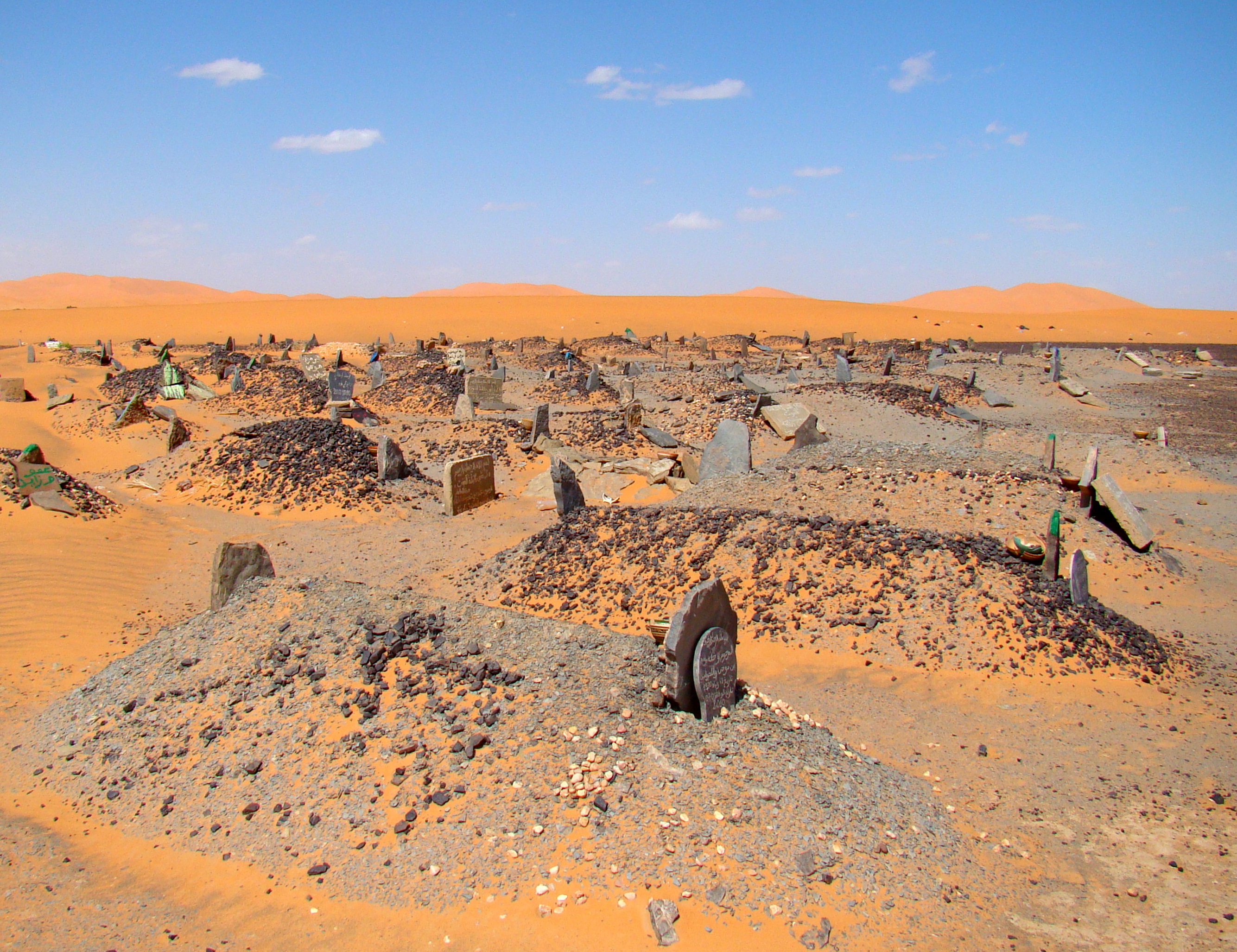
Een islamitische begraafplaats in de Sahara, alle graven zijn richting Mekka zoals de islamitische wet het voorschrijft

Het begraven volgens de islamitische overlevering gebeurt zo snel mogelijk na het overlijden. In landen waar de wetgever dit toestaat kan een overledene nog dezelfde dag begraven worden. Ook worden moslims vaak zonder kist begraven, hoewel dit per land verschilt. Niet in alle landen is begraven zonder kist legaal. In Nederland is begraven zonder kist wettelijk toegestaan. Overdreven rouwbeklag is volgens sommigen niet toegestaan in de islam, hoewel dit doorgaans wel gebeurt. Crematie is uitgesloten in verband met het geloof in de wederopstanding op de dag des oordeels.
Na het overlijden worden allereerst de ogen gesloten en de overledene wordt afgedekt met een schoon laken. Vervolgens wordt het lijk ritueel gewassen door familieleden of andere moslims van hetzelfde geslacht, waarbij de private delen worden afgedekt. Vervolgens wordt de overledene gewikkeld in witte doeken (de kafan). Zij die deze wassing verrichten bewaren hierover discretie. 
Voorafgaande aan de begrafenis wordt voor de overledene een gebed (Al-djanaazah) gedaan. Zij die aanwezig zijn bij dit gebed gaan rond de lijkbaar staan. Een afwijking met het gebed zoals het vijfmaal daags verricht wordt, is dat er niet gebogen (ruku) wordt en ook de nederwerping (sudjud) vindt niet plaats. Ook volgen de aanwezigen niet de voorgeschreven qibla; de overledene ligt wel in de qibla-richting. Het meeste wordt in stilte gebeden. Het gebed vindt meestal niet plaats in de moskee (In niet-islamitische landen verricht men het Salaat el Djanaazah vaak wél in de moskee).
Bij de teraardebestelling zijn zowel mannen als vrouwen aanwezig. Een moslim wordt meestal liggend op de rechterzijde begraven, met het hoofd richting de qibla. Indien de overledene niet de sjahada meer heeft kunnen zeggen op het moment van overlijden, dan wordt dit alsnog gedaan. Vaak wordt na het sluiten van het graf gestopt na 40 stappen en wordt Soera De Opening gereciteerd als bijzondere bijstand voor de overledene die volgens de overleveringen binnen de islam op dat moment verhoord wordt door de engelen Nakir en Munkar.
Het is de bedoeling dat een graf niet geruimd wordt en de overledene in het graf blijft in verband met het geloof in de wederopstanding op de dag des oordeels.

### Zeemansgraf
Wanneer iemand op volle zee overlijdt was het vanouds gebruikelijk om het stoffelijk overschot, verzwaard met gewichten, af te zinken. In dit geval sprak men van een zeemansgraf.

## Belangrijke personen
Koningen en koninginnen en andere belangrijke personen zoals een staatshoofd of minister-president krijgen vaak een speciale begrafenis of bijzetting. Vaak, maar niet altijd, is dit een staatsbegrafenis.
Normaliter worden bij de begrafenis of bijzetting verschillende tradities en rituelen in ere gehouden. Vaak wordt er nationale rouw afgekondigd, worden vlaggen halfstok gehangen, kan het volk afscheid nemen door langs de baar te lopen en kan het condoleanceregister getekend worden op gemeentehuizen en ambassades van het betreffende land.

## Wetgeving
De uitvaart moet in Nederland minimaal 36 uur en maximaal zes werkdagen na het overlijden plaatsvinden. De dag van overlijden telt hierbij niet mee. Deze tijd kan worden verkort dan wel verlengd door de burgemeester of gezaghebber, bijvoorbeeld in het geval dat familie uit het buitenland moet komen.
De wet geeft de ruimte dat een persoon op eigen terrein kan worden begraven. De burgerlijke gemeente kan daarvoor alleen toestemming verlenen wanneer aan speciale voorwaarden is voldaan. Niet alle gemeenten in Nederland bieden deze mogelijkheid.
De uitvaart wordt altijd verzorgd in opdracht van iemand. Vaak is dit een van de nabestaanden en soms is het de overledene zelf die dit bij testament of scenarium heeft vastgelegd. Heeft de overledene geen bekende nabestaanden en  zelf niets geregeld, dan bepaalt de wet dat de burgemeester of de gezondheidsdienst van het openbaar lichaam zorg draagt voor de begrafenis. De kosten komen ten laste van de gemeente of het openbaar lichaam, voor zover ze niet te verhalen zijn op de nalatenschap of erfgenamen.
Volgens de huidige versie van de Wet op de lijkbezorging (daterend van 1 januari 2010) geldt er voor elk graf een verplichte grafrust van ten minste tien jaar (eerder was dit twintig jaar), die vervolgens met minimaal vijf en maximaal twintig jaar kan worden verlengd. Verder moet er op de kist minstens een halve meter aarde liggen, zodat wormen geen kans krijgen om bij het lijk te komen.

## Uitvaartrituelen
Uitvaartrituelen kunnen religieus van aard zijn of seculier. In de meeste gevestigde religies bestaan standaarduitvaartrituelen. Een andere mogelijkheid is het samenstellen van een persoonlijk uitvaartritueel. Hierbij kan een ritueelbegeleider helpen.
In de katholieke kerk is het gebruikelijk dat de uitvaartmis - voorafgaande aan de begrafenis of crematie - wordt voorafgegaan door een wake, de avond tevoren.

## Muziek
Op de lijst van veelgevraagde uitvaartmuziek is een overzicht te vinden van (populaire) muziek zoals die met name in Nederland bij uitvaarten veel te horen is.